# Daisy Bell

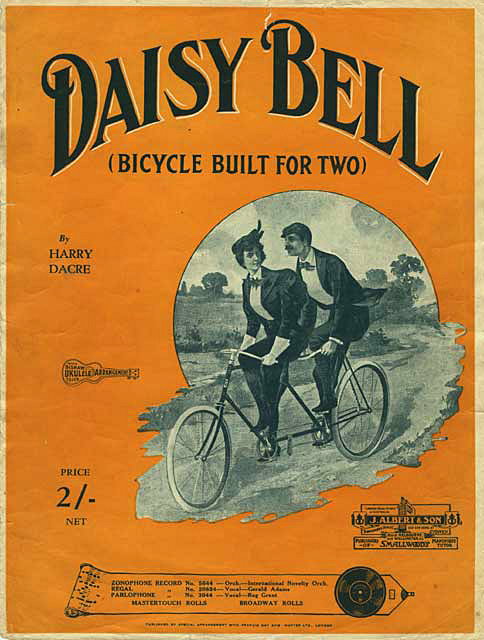
Cubierta de la hoja de música para Daisy Bell de Harry Dacre

"Daisy Bell (Bicicleta hecha para dos)" es una canción popular, escrita en 1892 por Harry Dacre.
Es la más temprana canción conocida, cantada usando la síntesis de voz de computador, como más adelante se hace referencia en la película 2001 Odisea del Espacio.

## Historia
"Daisy Bell" fue compuesta por Harry Dacre en 1892. Como escribe David Ewen en American Popular Songs::

Cuando Dacre, un popular compositor inglés, llego por primera vez a los Estados Unidos, trajo consigo una bicicleta, por la cual le fue cargado un arancel de importación. Su amigo William Jerome, otro compositor, ligeramente comentó: "Es una suerte que no trajiste una bicicleta hecha para dos, de lo contrario hubieras tenido que pagar doble arancel". Dacre estaba tan impresionado con la frase "bicicleta para dos" que pronto la utilizó en una canción. Esa canción, Daisy Bell, primero se volvió exitosa en una sala de música de Londres, en una actuación de Katie Lawrence. Tony Pastor fue el primero en cantarla en los Estados Unidos. Su éxito en Estados Unidos comenzó cuando Jennie Lindsay derribó la casa con ella en Atlantic Gardens en el Bowery temprano en 1892.

La canción fue originalmente grabada y lanzada por Dan W. Quinn en 1893, estando en el puesto número uno durante nueve semanas consecutivas.

## Hitos en la tecnología
En 1961 un IBM 7094 se convirtió en el primer computador que cantó una canción, en una demostración de la síntesis de voz recientemente inventada por Bell Labs  – y la canción fue "Daisy Bell", todo esto muy parecido al tema de la inteligencia artificial. La voz fue programada por John Kelly y Carol Lochbaum y el acompañamiento fue programado por Max Mathews. En una famosa escena en la película de ciencia ficción de 1968, 2001 Odisea del Espacio, durante su desactivación, el inteligente computador HAL 9000 pierde su mente y degenera a cantar "Daisy Bell", que fue una de las primeras cosas que HAL aprendió cuando fue programado originalmente. El autor de la historia, Arthur C. Clarke, había visto la demostración de 1961.
En 1974 los investigadores del sentido del oído utilizaron la melodía para la primera demostración de la percepción "puraremente dicótica" (sólo dos-oídos) o percepción "puramente ciclótea" (un "oído" en la mente que combina los dos oídos externos). Codificaron la melodía en una señal estéreo que puede ser percibida en el cerebro solo por notar las diferencias de fase entre lo escuchado por cada oído.
En abril de 1975 en  la cuarta reunión del Homebrew Computer Club, en Menlo Park, California, Steve Dompier ejecutó "El tonto de la colina" y "Daisy Bell" usando una Altair 8800 y una radio.

## Grabaciones
- Alvin and the Chipmunks grabó la canción para un episodio de 1961 de The Alvin Show y su álbum de 1962 The Chipmunk Songbook.
- Una versión de la canción, en lenguaje japonés, es escuchada en La Venganza de los Nerds cuando Takishi compite en un evento que combina una carrera de triciclo con beber.
- Blur cubrió la canción como el lado B en su sencillo "Sunday Sunday" de 1993.
- Tin Hat grabó una interpretación de la canción para su álbum "The Sad Machinery of Spring" de 2007, con la misma letra pero música diferente.
- En la serie indie The Amazing Digital Circus en el sexto capítulo, se hace una referencia a la canción, según la serie, Caine canta esa canción cuando Zooble no le responde, en ese mismo capítulo, Pomni y Jax se ponen a cantarla para molestar a Zooble.